# Albert von Schrenck-Notzing
Albert von Schrenck-Notzing (Oldenburg, 1862 – Monaco di Baviera, 1929) è stato uno psicologo tedesco.
Psichiatra forense, si occupò di ipnotismo e metapsichica, studiando medium celeberrime come Eusapia Palladino e Marthe Beraud (nel 1912), Stanisława Popielska (1913).